# ハンニバルのアルプス越え
ハンニバルのアルプス越え（ハンニバルのアルプスごえ、紀元前218年）は、第二次ポエニ戦争における重要な事件の一つであり、同戦争の代表的な出来事として後世によってしばしば語られる。強力なローマ海軍を避け、共和政ローマおよびその同盟国の防衛線を迂回するために、ハンニバル率いるカルタゴ軍はアルプス山脈を越えてイタリア半島に侵入し、ローマとの直接戦争を開始した。

## 背景
アエガテス諸島沖の海戦での敗北後、カルタゴはローマに降伏し第一次ポエニ戦争は終結した。ローマはカルタゴに賠償金を要求し、海軍を解散させ、シチリア島を割譲させた。講和条件は厳しかったものの、ローマはカルタゴの強み（当時最高の海洋貿易国家であった）を奪い取りはしなかったため、この賠償金は年賦として比較的容易に支払うことができた。しかし、戦後に傭兵の反乱が発生し、この対応に苦しみ、サルディニア島をも損失してしまった。
ハミルカル・バルカ（バルカは雷光を意味する）は、カルタゴの愛国派（主戦派）の指導者であり、また第一次ポエニ戦争で将軍として活躍したが、ローマに割譲したシチリア領土の代償を探していた。愛国派は、イベリア半島の支配に興味を有していた。そこには天然資源が豊富で、失われたシチリアに代わり、カルタゴの国庫を足すことができると思われた。加えて、バルカ家にとっては、将来のローマと復讐戦争を行う場合、その基地として使えるというもくろみもあった。反対意見もあったものの、この二つの理由のために、ハミルカルの遠征軍は紀元前238年にイベリア半島に渡った。カルタゴから西進してヘラクレスの柱（現在のジブラルタル海峡）に向かい、海峡を渡った。それから9年間、ハミルカルは半島制圧戦を実施し、はイベリア半島の南東部を征服した。征服地に樹立された統治組織は、後にローマの大カトに「ハミルカルに匹敵する王はいない」と称された。
しかしながら、現地ケルト人（ガリア人）との戦闘最中の紀元前228年、ハミルカルはハンニバルの眼前で戦死した。ハミルカルの娘婿で海軍の指揮をとっていた「美男」ハスドルバル（ハンニバルの弟のハスドルバル・バルカとは別人）がイベリア遠征軍の総司令官を引き継いだ。ハスドルバルはその根拠地をカルト・ハダシュト（現在のカルタヘナ、ローマ統治時代はカルタゴ・ノーウァ）と名づけた。
イベリア半島東海岸にはギリシャ植民都市がいくつか存在しており、その中で最有力なのが通商で栄えたサグントゥム（現在のサグント）であった。これらの植民都市は、ハスドルバルが軍事・外交双方に有能であったため、カルタゴの半島における勢力拡大に懸念を覚えた。自身の安全のため、サグントゥムはローマに救援を求め、ローマは守備兵を送るとともに、カルト・ハダシュトのハスドルバルのもとに外交使節を派遣して、イベルス川を越えて進出しないように申し入れた。最終的な合意事項は紀元前226年にハスドルバルに送られた。
紀元前221年にハスドルバルは暗殺された。カルタゴのイベリア遠征軍の将軍たちは、ハミルカルの息子で29歳（26歳とも）のハンニバルを総司令官に選んだ。彼の父とともに戦ってきた軍の指揮を受け継ぐにあたり（カルタゴ元老院からの事後承認を得ていた）、第一の目的であったイベリア半島征服だけでなく、さらにそこからローマに侵入してこれを打ち破ることを決意した。
ハンニバルは最初の2年間をハミルカルの野望を達成するために費やし、同時にハスドルバル暗殺の原因でありまたカルタゴの領土を危険にさらしていた幾つかの反乱を鎮圧した。オルカデスとして知られる部族を攻撃しその根拠地であるアルテアを落とすと、周辺の諸部族もこの攻撃の激しさに驚き、カルタゴに服属した。ハンニバルは服属した部族からの貢物を受け取り、軍をカルト・ハダシュトに帰し、その戦利品を部下に分配すると同時に、将来のさらなる戦利品を約束した。次の2年間で、ローマの庇護下にあったサグントゥムを除くエブロ川以南を制圧した。イベリア半島内でハンニバルの領土となっていないのは、いまやカタロニア（現在のカタルーニャ州）とサグントゥムのみであった。

## ローマの対外関係
ハンニバルはローマの政治状況の情報を得ており、攻撃の好機であると見た。彼はギリシャ人のスパイをローマのあちこちに有しており、またローマ元老院内にも情報源を有していた。ローマは第一次ポエニ戦争（紀元前264年-紀元前241年） の勝利後、数年にわたってイベリア半島の重要拠点を抑えて支配を強化するとともに、シチリア、コルシカおよびサルディニアの支配も強化していた。
加えて、ローマはガリア人との間に1世紀以上にわたって断続的に戦争を行っていた。ボイイ族は紀元前238年にローマとの戦争を開始し、これは紀元前236年まで続いた。紀元前225年には、ローマが殖民を進めていたイタリア北部の先住民が攻撃をしかけたが、これは撃退された。ローマはその国境をアルプスまで前進させることを決定した。紀元前224年にボイイ族はローマに臣従し、翌年にはアナリ族も臣従した。紀元前223年には、ローマは再びガリア人との戦闘を始めたが、今回はインスブリ族（en）が相手だった。当初ローマはインスブリ族に敗北を喫したが、ポー川とアッダ川の合流点近くの浅瀬を渡河して敵地に入った。その後、特に戦闘は無かったものの数日間野営し、現地にいたローマの執政官（コンスル）はインスブリ族と交渉を行うことを決定した。この停戦協定によって、ローマ軍は同盟国であるセノマニ族（en）領内に撤退した。しかし一旦セノマニ領内に撤退した後、ローマは再びインスブリ領内に侵攻し、今回は勝利した。
紀元前222年、インスブリ族がローマ元老院に外交使節を派遣し、和平を求めてきた。しかし、軍事的な勝利を望んだ執政官グナエウス・コルネリウス・スキピオ・カルウスとマルクス・クラウディウス・マルケッルスはこれを拒否、このためガリア人はローマとの戦争の準備を開始した。彼らはアルプスの反対側から3万人の傭兵を雇用し、ローマ軍を待ち受けた。戦闘に適した時期が訪れると、ローマ軍は再びインスブリ領内に侵攻した。メディオラヌム（現在のミラノ）で激しい戦闘が行われ、ガリア反乱軍はローマに屈した。

## 準備
ハンニバルはローマのこのような状況を把握しており、ポー平原のガリア諸部族に外交使節を送った。紀元前220年、ハンニバルはパダノ・ガリア（ポー川は当時ローマ人に「パドゥス」と呼ばれていた）と親密な連絡を開始し、これら外交使節は金銭、食料を提供しカルタゴ側に誘った。これら使節にはハンニバルのためにアルプスからポー川に進出する安全な場所を確保するという使命があった。ハンニバルはアルプスのことを良くは知らなかったが、それが困難な進軍になるであろうことは理解していた。偵察隊からは、この山脈に関する懸念が報告されており、ガリア人からもそこで直面するであろう困難を報告されていた。ハンニバルは戦うのがやっとの疲れ果てた兵士を伴ってこの険しい山脈を突破してポー平原に下ることは望んでいなかった。ハンニバルは登りよりは下りの方が急峻であることを知っていた。このことが、領内を進軍可能な同盟国を欲した理由のひとつであった。
ローマは最近征服したばかりのガリア人を粗末に扱っており、彼らの土地をローマ人の植民者に分配し、他にも不誠実なふるまいがあった。その領土がアルプスに接するインスブリ族とポー川側に下ったボイイ族は、特にハンニバルが申し出たローマ侵攻に好意的であった。加えて、イベリア半島の住民は多くがガリア人であり、同じガリア人がハンニバルの軍に加わっていた。これらローマに不満を持つ部族と親密な関係を築くのは、特にハンニバルがアルプスからガリア人の領土に降りた後は容易であり、インスブリ族やボイイ族はハンニバル軍を自分自身のように見、また語った。ポリュビウスによると、ハンニバルの計画は以下のようなものであった。
熟慮の上に決断した計画を実行するために、彼が到着するべき土地の優れた性質とそこの住民のローマに対する敵意を正確に確認した。また、横たわる困難な経路の行軍に際しては彼と同じ希望を持つ道先案内人を持った。

## サグントゥム包囲戦
これらの準備が整うと、ハンニバルはサグントゥムを挑発して攻撃をしかけさせ、それを理由にローマに宣戦布告する方法を探した。ハンニバルは自ら平和を破る気は無く、サグントゥムから攻撃を実施させるよう多くの策略を実施した。しかしサグントゥムはそれには乗らず、ローマに対してカルタゴの好戦的態度を訴えた。元老院はイベリア半島へ使節を送り、問題を外交的に解決しようとした。ハンニバルには外交解決の意思は無く、傲慢な態度で使節に対応し、それがローマ側からの宣戦布告につながることを期待した。しかし使節はだまされず、戦争のもくろみは消えてしまった。使節は平和を守ったが、ローマに対してハンニバルが戦争の準備をしており、早々に攻撃を開始するであろうと報告した。元老院はいくつもの手段をとりカルタゴとの戦争ができるように備えた。エブロ川以北のイベリア半島は鎮圧され、ガリア・キサルピナ（アルプスの手前のガリア）に多数の要塞を建設した。同じころ、ファラオ島（現在のフヴァル島）の支配者であったドメティリウス（en）はローマとの同盟関係を解消し、イリュリアのローマ属州の都市に対する攻撃を開始した（第二次イリュリア戦争）。
ハンニバルは彼の望むような展開は得られなかったが、カルタゴ本国（彼の政敵である平和派が権力を握っていた）に対して、サグントゥムがその支配下にあるトルボルテ族を手荒に取り扱っていると報告し、本国からの返答をまたずにサグントゥム前面に野営地を築いて、包囲戦を開始した。カルタゴ元老院では、ハンニバルをローマに引渡し、その行動を否認するという議論もあった。しかしカルタゴの大衆はこの戦争を支持した。
包囲戦は8ヶ月続いたが、ローマは同盟条約を無視して、サグントゥムに援軍を送らなかった。ローマは第二次イリュリア戦争で手が一杯で、イベリア半島におけるカルタゴの脅威を真剣に受け止めなかった。
サグントゥムが陥落すると、ハンニバルはその住人を全員奴隷として売り払い、その売り上げを兵に分配した。加えて、街を略奪して得た戦利品をカルタゴに送り、一般民衆からの支持を得るために彼らに分配した。残りの街の財宝は遠征のために軍資金とした。

## ピレネー越え

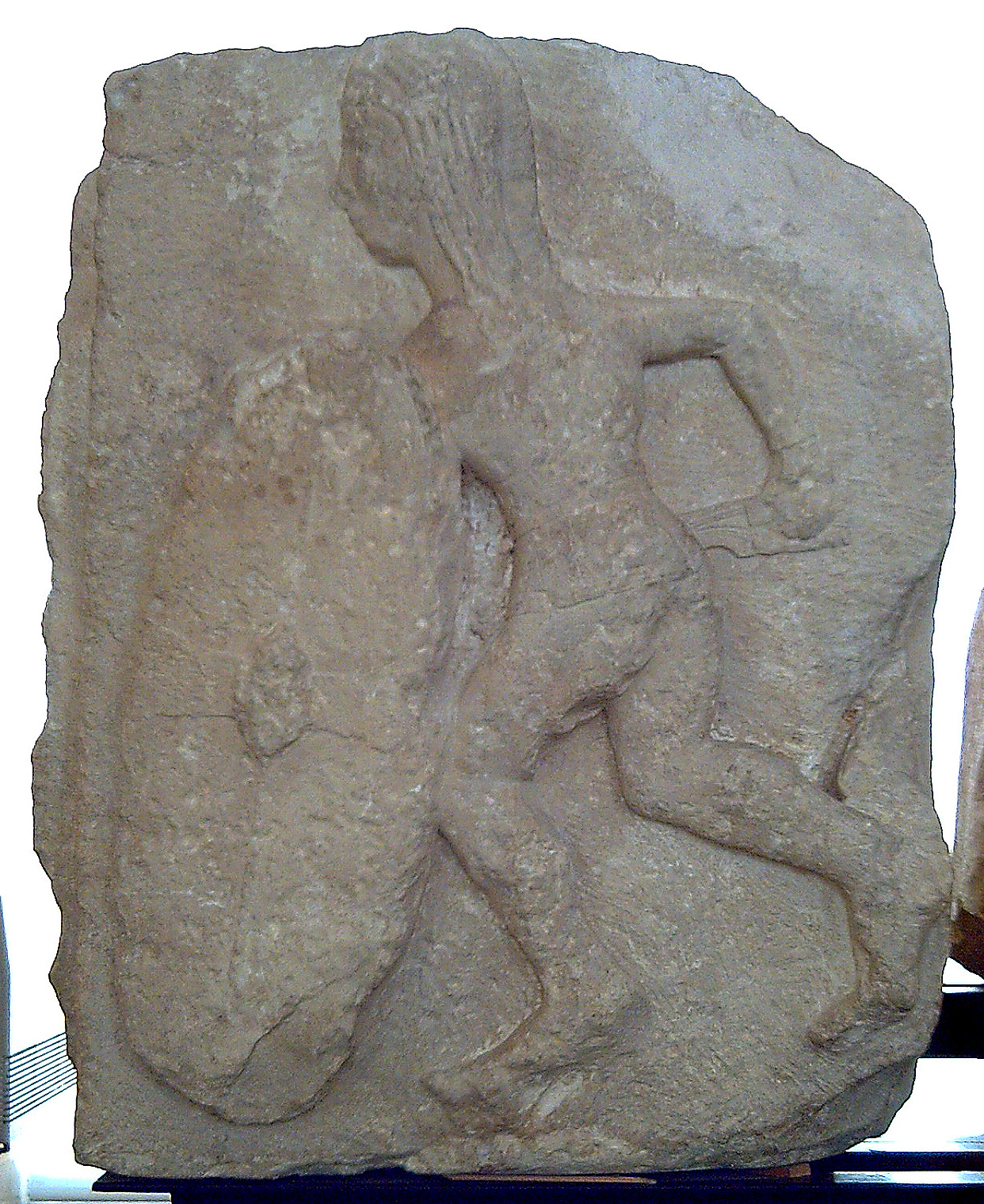
イベリア戦士のレリーフ、紀元前200年頃。戦士はファルカタと楕円形の盾で武装している。イベリア半島の諸部族は、第二次ポエニ戦争の際に双方に組して戦ったが、多くは外国勢力からの開放を求めていた。 スペイン国立考古学博物館, マドリード

ハンニバルはサグントゥム包囲戦の後カルト・ハダシュトに戻り、そこで冬を過ごした。その間に軍を一旦解散し、兵を故郷に戻らせた。ローマへの遠征は困難なものとなるであろうことから、故郷で冬を過ごさせることで兵士の士気を可能な限り高くできると考えたのである。イベリア半島には弟のハスドルバル・バルカを残し、占領地の経営を行わせると同時にローマに備えた。加えて、イベリア人の兵をリュビア（北アフリカ）へ、逆にリュビア人の兵をイベリアへ送った。脱走兵を最小限にすることと、忠誠心を確実にするためである。また、ハスドルバルに何隻かの船を残していった。
ハンニバルはカルト・ハダシュトをローマ侵攻の橋頭堡として使う場合の問題点を予想していた。ローマの同盟国が周囲にもあることから、カルト・ハダシュトをローマに対して無防備にしておくわけにはいかなかった。イタリア半島内に侵攻した場合、軍の補給は陸路に頼るしかなく、したがってイベリア半島を完全に制圧しておく必要があった。このため、ハンニバルは、軍を3つに分けて素早い作戦によって全土を平定することとした。
偵察部隊およびアルプス周辺のケルト部族から侵攻予定路に関する情報を得た後、カルタゴ軍は行動を開始した。兵力はリュビア兵、イベリア兵からなる90,000の重装歩兵と12,000の騎兵であった。エブロ川からピレネー山脈までの間に、カルタゴ軍はイレルゲート族（Illergetes）、バルグシー族（Bargusii）、アエロノシー族（Aeronosii）およびアンドシニ族（Andosini）の四部族と対峙しなければならなかった。短期作戦が最重視されたが、ポリュビウスによるとハンニバルは多大な損害を受けたとしている。この地域を鎮圧して後、弟のハンノをこの地域の司令官とし、特にローマとの関係の深いイレルゲート族の監視を命じた。ハンノには10,000の歩兵と1,000の騎兵が残された。
この作戦の初期段階で、ハンニバルはさらに歩兵10,000と騎兵1,000を故郷に返した。その目的は二つあり、ハンニバルに共感を持つ兵士を背後においておくこと、また他のイベリア人達に作戦成功の可能性が高いと信じさせ、必要とされるときに援軍を送らせることであった。ローマ侵攻に参加した兵力は歩兵50,000、騎兵9,000であった。
三軍のうち主力となるのは右翼軍で、騎兵が随伴しハンニバル自身がこれを率いた。ハンニバルは随伴する艦艇を持っていなかったため、ローマ軍が海から上陸してきた場合にはこれを阻止できない。この場合右翼軍がローマ軍と対することになるが、ハンニバルは彼自身がこれに対応したかった。右翼軍はエデバ（Edeba、現在のアンポスタ付近）のオッピドゥム（城市）でエブロ川を渡河し、海岸沿いにタラッコ（Tarraco、現在のタラゴナ）、バルシノ（Barcino、現在のバルセロナ）、ゲルンダ（Gerunda、現在のジローナ）、エンポリアエ、イリベリス（Illiberis、現在のエルヌ）と進んだ。これらのオッピドゥムは占領され、守備兵が残された。
中央軍はモラ（Mora、現在のMóra d'Ebre）のオッピドゥムでエブロ川を越えたが、その後に関しての情報は少ない。いくつもの渓谷を通り、抵抗する部族があればこれを鎮圧するように命令されていた。この作戦を実施した後で、右翼軍に合流した。
左翼軍はシコリス川（Sicoris River）との合流点でエブロ川を越え、川沿いに山岳部に入った。その任務は中央軍と同じであった。ハンニバルは各軍ともルブルカタス川（Rubrucatus）を横切るように経路を設定していた。もしも何れかの軍が困難に陥った際には、他の軍がルブルカタス川沿いに移動することで援護をすることを可能とするためである。
この作戦全体を遂行するのに2ヶ月間を要したが、その間にハンニバルは兵力13,000を失った。

## ローヌ川への進軍
ピレネーを越えてからローヌ川までの進軍に関しては、明確なことは分かっていない。7月および8月の2ヶ月間、ピレネー山中で敵対的な部族を鎮圧してきたカルタゴ軍にとって、その後の進軍は快調になったと思われる。イベリア半島の歴史を見ると、この地域の先住民が侵略軍に対して激しい抵抗を行ってきた多くの例がある。ナポレオンに対する半島戦争はその一例であるが、この地域の複雑な地形は、平坦地と比較して抵抗運動を行うのに大きな利点があった。原住民のローマ、カルタゴ、ハンニバル軍の侵攻に対する姿勢は様々であった。いくつかの部族はハンニバルに対して友好的であったが、逆にいくつかは非友好的であった。このようにの部族間の意見が統一されていなかったにもかかわらず、戦闘が行われたという記録が無いことから、これら地域の先住民に対するハンニバルの手腕は優れていたと思われる。ハンニバルは自国の領土を進軍するときのように各部族に対処した。
マッシリア（Massilia、現在のマルセイユ）は、ローヌ川左岸（東岸）にあるギリシャ人の交易拠点として栄えており、ローマの影響下にあった時期もあり、ローマ人もそこに入植し定住していた。マッシリアはカルタゴ軍の到着を恐れ、ローマに対してローヌ川左岸（東岸）の諸部族に影響を与えるように求めていた。ハンニバルのローヌ川渡河はローマにとって問題であったため、ローマもこれに応えた。
紀元前218年の執政官（コンスル）の一人であるプブリウス・コルネリウス・スキピオは、元老院からエブロ川とピレネー山脈でハンニバルと対決するよう命令を受けていた。この目的のために、元老院はプブリウスに60隻の艦船を与えていた。しかし、事態の推移はそれより早かった。プブリウスがポー川に到着したとき、新たに征服したガリアで暴動があった。ポー川流域には多くの殖民都市が建設されていたが、ボイイ族とインスブリ族は、ハンニバルが向かってきていることを知ると、再度反乱を起こした。元老院はイベリア半島に派遣を予定したローマ軍団を、法務官（プラエトル）に率いさせてポー川に派遣するよう命令した。イベリア遠征用には新たに軍団が召集されることとなった。軍団を新しく設立することは、ローマにとって簡単なことであった。軍団兵士として適切な市民は多く、政府はより多くの兵士が必要なことを市民に知らせるだけでよかった。ローマ市民にとって従軍は義務であった。
一旦ローマに戻ったプブリウスはこの新設軍団を率いて - 事態の緊急性よりははるかに遅かったが - ローマ海軍の軍港であるオスティア・アンティカを出帆した。当時は羅針盤が無かったため、航海は陸地沿いに行い、夜間には補給のために停泊する必要があった。プブリウスは、艦隊をイタリア半島の西岸沿いに北上させ、その後イベリア半島に向かって西に転進し、マッシリアに入港するように命じた。この際のオスティアからマッシリアまでの行程は5日間であった。プブリウスはハンニバルがまだカタロニアにいると予想していたが、実際にはローヌ川対岸の北方4日間の距離にまで迫っていることを知らされ驚愕した。

## ローヌ渡河戦

ハンニバルと共にローヌ川を渡河する戦象。アンリ＝ポール・モット画、 1878年

ハンニバルの侵攻経路、特にアルプス越えの経路に関しては多くの議論がされている。しかし、現代の歴史家は、ハンニバルは渡河前にローヌ川の西岸に軍を野営させたということでは一致している。
ローマが迅速に行動せず、その同盟国の運命をカルタゴに委ねている間、ローマ同盟国のマッシリアはローヌ東岸の部族を奮起させることに忙しかった。カルタゴ軍のマッシリアへの接近という情報を得たプブリウスは、イベリア遠征という当初の計画を取りやめ、ハンニバルのローヌ渡河を阻止するという次善の策をとることとした。まず、ハンニバル軍の正確な位置を探るため、騎兵300からなる偵察隊をローヌ西岸に送り出した。また、ハンニバルも執政官が率いるローマ軍（歩兵22,000、騎兵2,000）が到着したことを知った。ハンニバルは、ローヌ西岸の部族がローマに対して持っていた憎悪を利用し、この困難な渡河を支援するように説得した。まず現地のケルト人から海上航行もできる多数のボートに加え多くの種類のカヌーを確保した。これらを購入したのに加えて、作戦のために新たなボートも作成した。この渡河準備は2日間で完了した。
ローヌ西岸のカルタゴ軍を待ち受けていたのは、カバレス族（Cavares）またはヴォルカエ族（Volcae）というガリア兵であった。この部族はローヌ川の反対側に防御された野営地を作り、ハンニバルの渡河を待ち受けていた。ハンニバルが戦術的、戦略的な双方の観点からアレクサンダー大王のヒュダスペス河畔の戦いを学んでいたことは間違いない。ハンニバルの渡河は、これをそのまま再現するように実施された。将軍の一人であるハンノに北方に迂回して適切と思う地点で渡河し、その後南下してハンニバルの渡河中にガリア兵の側面を攻撃するように命令した。
ハンニバルが渡河用の舟艇を確保した後、ハンノはガリア人の案内を連れてローヌ川を北上し、約25マイル上流の現在のポン＝サン＝テスプリ付近に達した。そこには川の中に小島があり、2つの小さな流れに分断されていた。ハンノはここで渡河することを決断し、そこで手に入る材料で舟艇を作るよう命令した。兵士は木を切り倒し、持参してきたロープでくくり合わせて筏を作った。渡河が終わると、ガリア軍野営地に向かって直ちに南進を開始した。
この間にハンニバルはローヌ川渡河の準備を完了した。この渡河準備はあえて騒々しく行われた - ハンニバルはハンノが上流で渡河してガリア兵攻撃に向かっていることを知っており、準備を秘匿する必要はないと命令した。渡河準備をガリア兵に察知させることにより、彼らの関心をハンニバル自身に向けさせ、側面を警戒させないためであった。3日後にハンノの分遣隊がガリア兵の背後に現れ、事前の打ち合わせの通りにその到着をハンニバルに知らせた。これを受けてハンニバルは直ちに渡河を命じた。ハンノの分遣隊は本軍の動きを観測しており、本軍が渡河を開始するとカバレス族への攻撃を準備した。

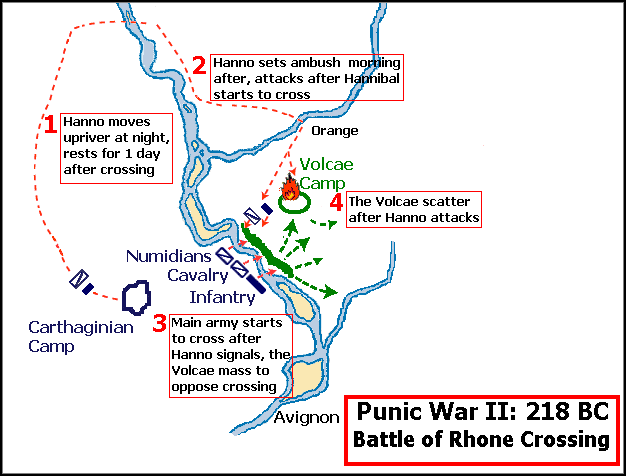
ローヌ渡河におけるカルタゴ軍の動き

渡河が円滑に行われるよう、作戦は細部まで考慮されていた。最大の舟艇には騎兵が乗馬したまま載せられて最上流を渡った。その下流を下馬した騎兵を載せた騎兵が渡河し、多くの馬は舟艇の横を泳いで渡ったが、いくらかは渡河後に直ちに戦闘できるように、船に乗せられていた。このため、渡河直後に歩兵を支援してガリア兵を攻撃することができた。
カルタゴ軍の渡河を見て、ガリア兵は塹壕から出て、カルタゴ軍上陸地点に近い河岸沿いに兵を配置した。カルタゴ軍が川の半ばまで達すると、両軍の兵士共に喚声を上げ、お互いをののしった。これらの行為は戦闘前に自軍の兵士の士気をあげるためのものであり、盾を武器でたたき同時に大声をあげて大音響を響かせた。
カルタゴ軍が川の半ばにさしかかり、敵からののしられているまさにその時、ハンノの軍が出現しガリア兵の背後および側面への攻撃を開始した。一部はガリア兵の野営地に放火に向かったが、大部分は驚いているガリア兵に突撃した。ガリア兵の一部は野営地を守ろうと引き返し、大部分は河岸にとどまったため、軍は分断されてしまった。ハンニバル自身は第一波と共に混乱するガリア兵の前に上陸した。ガリア兵は軽微な抵抗をするのがやっとで、前後からカルタゴ軍に包囲され大混乱に陥った。兵士は自身の安全を考えるのがやっとで、カルタゴ軍のファランクスに粉砕されて撤退した。実際の戦闘時間はわずかであったが、この危険でリスクが高い作戦の準備のためにハンニバルは5日間を費やし、残存リスクを最小限にしてから行動を起こしたのである。

## ローヌ川からアルプスへ

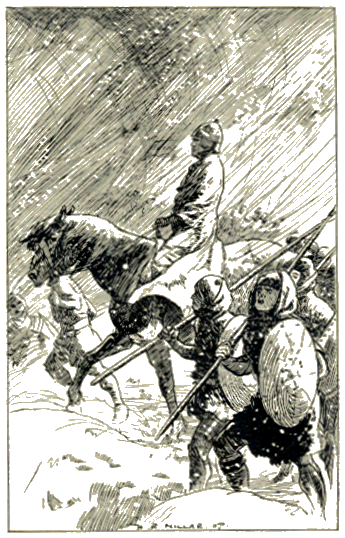
アルプス越えには様々な困難が伴った

ハンニバルは冬の到来の前にアルプスを越える必要があった。もし翌春までアルプス越えを待った場合には、ローマは新たな軍団を編成できることをハンニバルは知っていた。プブリウスが率いる軍団はローヌ川の河口に駐屯しているという情報を得ていた。ローマ軍に関するより詳細な情報を得るために、ハンニバルはローヌ東岸沿いに500騎のヌミディア騎兵を派遣した。この偵察隊はローマの偵察隊300と遭遇した。ヌミディア騎兵は240騎の戦死者を出して敗退したが、ローマ軍も140騎の損失を出した。ヌミディア騎兵はカルタゴ軍陣地に戻ったが、この時点でまだ戦象は渡河を終えていなかった。ローマの偵察部隊は、いまだハンニバルの全軍が渡河を終えていないことを河口のプブリウスに報告した。この情報を得て、プブリウスは川船で軍を上流に向かわせたが、到着時にはすでにハンニバル軍の渡河は完了していた。プウリウスは元老院の命令に従い、兄のグナエウス・コルネリウス・スキピオ・カルウス指揮をゆだねて軍の多くをイベリアに残し、自身はイタリアに戻った。
全軍が東岸への渡河を終えた後に、ハンニバルはガリア人の指導者に一人であるマギラス（Magilus）及びポー平原のより小さな部族の指導者達に、彼の軍を紹介した。ハンニバルの目的は、ガリア人の部族長達が支援を約束することを兵士達に見せることにより、この遠征が成功するであろうという自信を与えることであった。通訳を通しての会話で、マギラスはローマを破壊するというカルタゴ軍の目的を支援すると述べた。続いてハンニバルは士官達に向かって演説した。ハンニバルの感動的な演説によって、軍の士気は熱狂的に高まった。
渡河にあたり、ハンニバルは歩兵部隊に集結完了の翌日に進軍を再開し、補給部隊がそれに続くように命令していた。騎兵に対しては、本軍の経路を隠すために、海側の右翼を進軍するよう命令した。騎兵部隊とローマ軍と小競り合いを演じるかもしれないが、本軍が戦闘態勢をとる時間を稼ぐことができる。実際にはそのような事態は起こらなかった。ハンニバル自身は戦象部隊とともに後衛として進んだ。ローマ軍が攻撃をかけてくるとすれば、後方からと考えられるため、後衛部隊には十分な兵力を配置した。しかしながら、後方からの攻撃もやはり無かった。
ハンニバルは軍をインスラ族（Insula）の領域へと向かわせた。イゼールまでの75マイルを、先行させた歩兵部隊は6日間で、騎兵と後衛部隊は4日間で進軍した。ハンニバル軍がインスラ族と出会ったとき、ちょうど部族の中で内輪もめが起こっていた。理由は不明だが、ハンニバルは年長のブランカス（Brancus）を支持した。年下の対抗者をしりぞけた後、ハンニバルはブランカスとの同盟を結んだ。インスラ族は、ハンニバルにアルプス越えに必要な物資を提供した。また、ブランカスからの外交的保護を受けたため、アルプスまで妨害を受けずにすんだ。

## アルプス越え

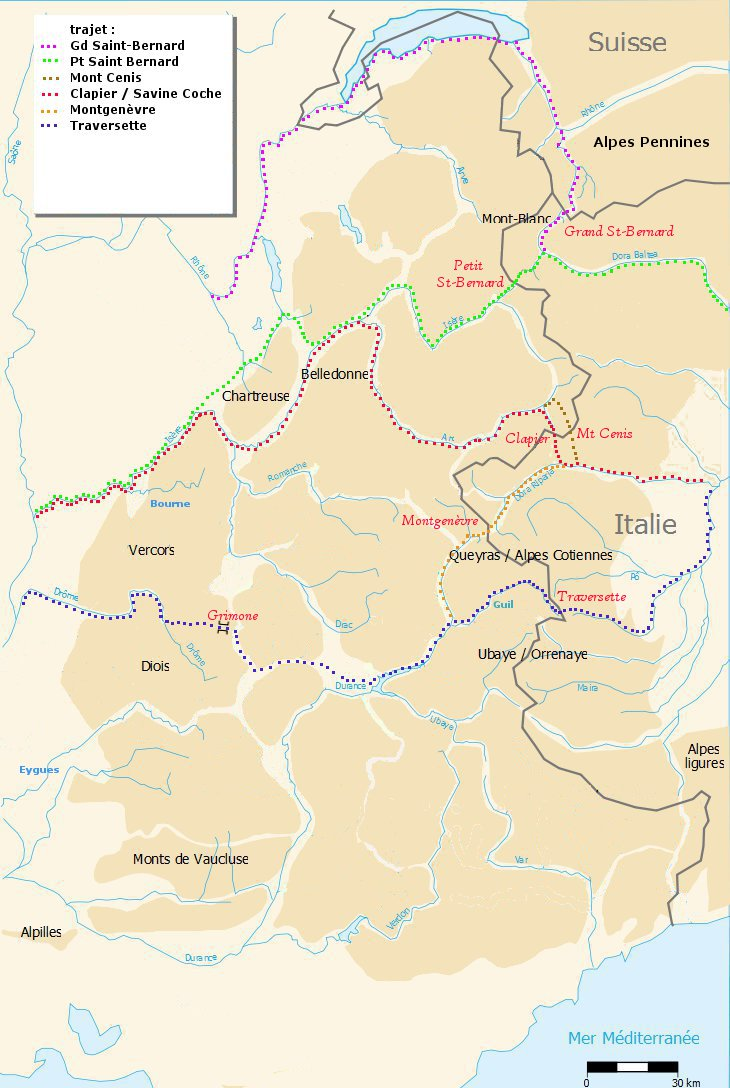
アルプス越えの推定ルート。ポリュビウスの推定路を緑で示してある

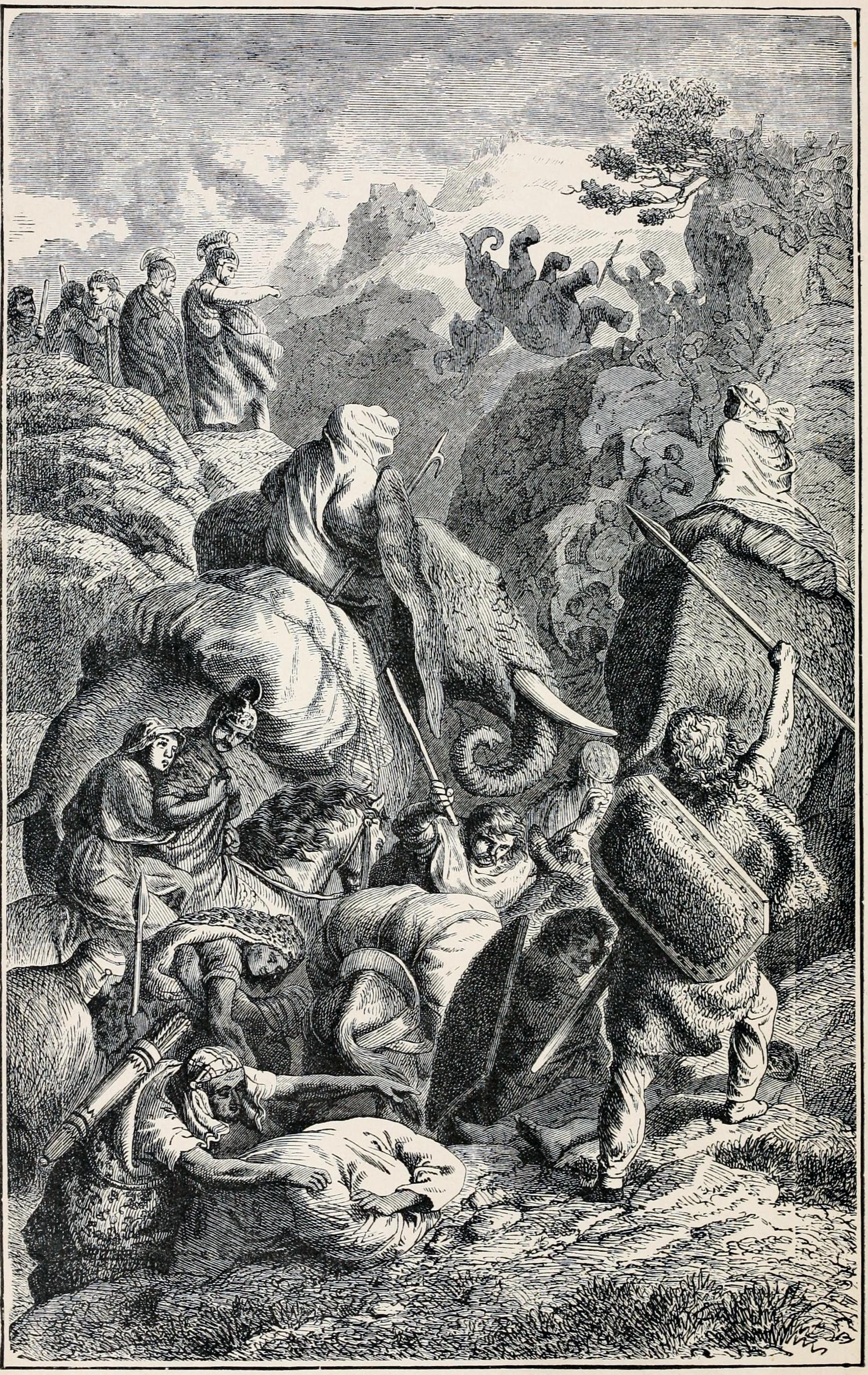
アルプスを越えてイタリアに入るハンニバル

ハンニバルは、デュ・シャ山（Dent du Chat）に向かい、アクエステ（Aquste）からシェヴェル（Chevelu）を通過した。しかしデュ・シャ山の峠にアロブロージュ族（en）が陣を構えていることが分かった。このため、ハンニバルは弱点を探るために斥候を派遣した。結果、陣地に兵士がいるのは昼間だけで、夜には陣地を離れていることが分かった。アロブロージュ族に夜襲の計画があることを悟られないよう、ハンニバルは自軍の野営地で多くの火をたかせ、そこに兵士がいるように偽装した。アロブロージュ族が陣地を離れると、最良の兵を率いて陣地を攻撃し、峠の道を確保した。
敵の逆襲に備え、ハンニバルは峠道を見下ろす崖の茂みに投石兵と射手を隠しておいた。この崖は、隊列を作って迫ってくる敵を攻撃するのに最高の場所であった。峠からの下りは急峻で、カルタゴ軍、特に荷役動物部隊は行軍に苦労した。これを見たアロブロージュ族は、自身の位置が不利であったにもかかわらず、やみくもに攻撃を開始した。この攻撃で多くの荷役動物が崖から落ちて失われた。ハンニバルは困難な状況に追い込まれたが、崖上の伏兵を率いて攻撃を開始した。アロブロージュ族は崖の下から上方のカルタゴ軍に対して矢や投槍で対抗したが、結局はほとんどが戦死した。この戦闘の後、カルタゴ軍は峠を下り、現在のル・ブルジェ＝デュ＝ラック（en）付近に到着した。
ここは幅4-6マイル程の平原であったが、殆どの兵がデュ・シャ山に派遣されていたため、ここを防御する兵はほとんどいなかった。ハンニバルはアロブロージュ族の街（現在のシャンベリ）に軍を進め、ここを容易に占領し、馬や穀物を含む物資を奪い取った。加えて3日分に相当する兵糧も確保できた。補給物資の多くをデュ・シャ山での戦闘で失っていたため、これは歓迎すべきことであった。続いて、ハンニバル軍に逆らうとどうなるかを付近の部族にも知らしめるため、街の破壊を命じた。ハンニバルは兵に休息をとらせ、また糧食をさらに集めるために、その場に宿営しまた兵士達に感謝を述べた。

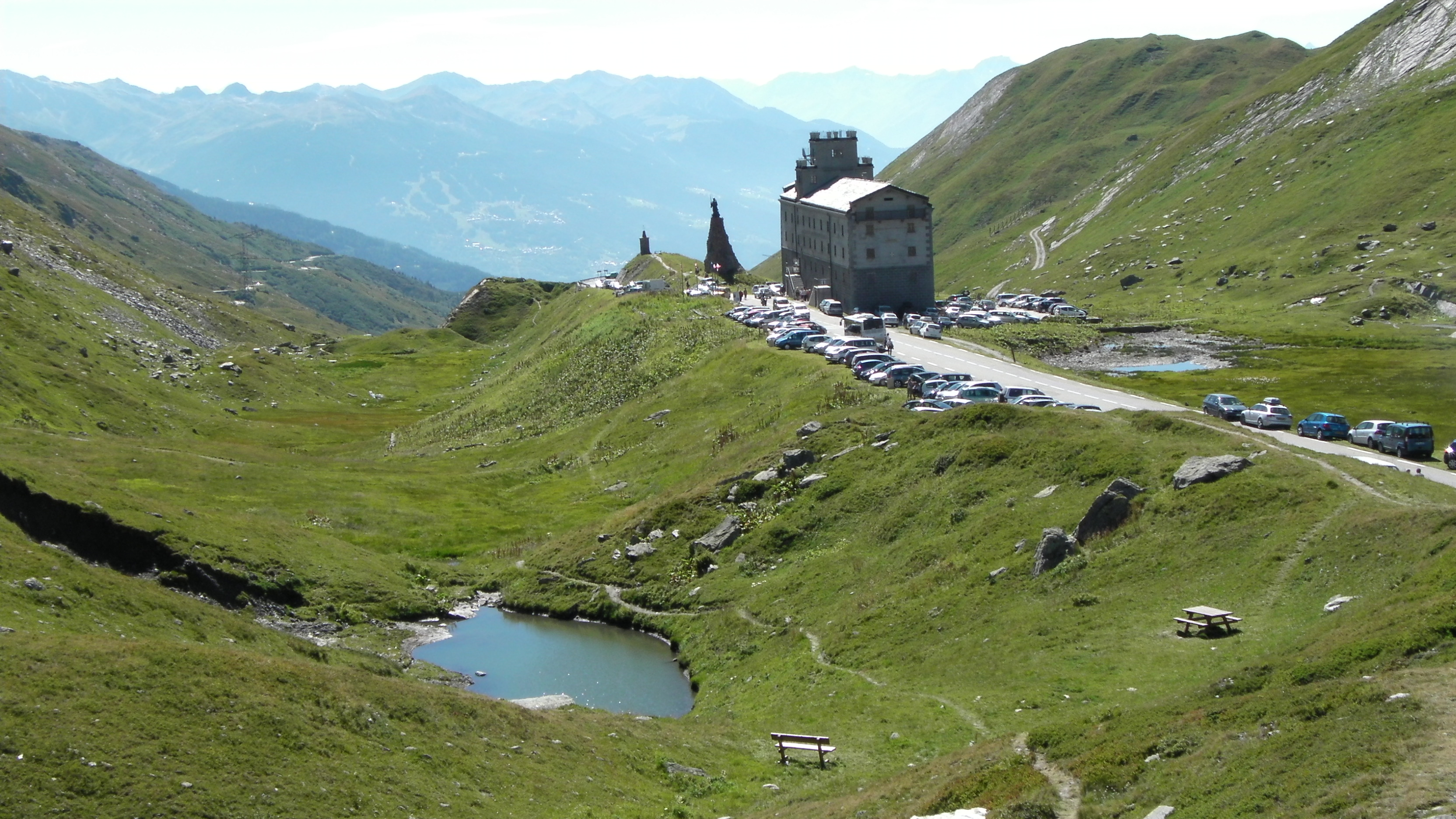
現在のプチ・サン・ベルナール峠

カルタゴ軍は現在のアルベールヴィル付近まで進み、そこで贈り物と家畜を捧げてきたセントローン族（en）に出会った。セントローン族は忠誠心を示すため、人質までも差し出した。ハンニバルは彼らに疑いを持っていたが、それは隠したまま、セントローン族に2日間道案内をさせた。セエ（fr）通ってプチ・サン・ベルナール峠に向かっていると、道は次第に狭くなり、セントローン族がカルタゴ軍に攻撃を仕掛けてきた。
セントローン族の攻撃は、カルタゴ軍の半分が峠を越えるのを待ってから開始された。このため軍は二つに分断され、組織的な戦闘を行うのが難しくなった。しかしハンニバルはこれを予想していたため、戦象、騎兵および補給部隊を前方に、重装歩兵を後方に配置していた。セントローン族は兵士をカルタゴ軍が通過する道路に並行した高所に配置しており、岩を落として多数の荷役動物を殺傷した。高所からの攻撃に、隊列は道に閉じ込められ混乱した。しかし、後方の重装歩兵が峠に到着したため、セントローン族は高所から降りて戦わざるを得なくなった。この重装歩兵はセントローン族を押し返した。
ハンニバルはここで2日間休息をとった。すでに10月の終わりであり、雪が降り始めていた。いくつもの戦闘を含む長期の作戦、荷役動物の損失などで、軍の士気は低下していた。イベリア半島を出発してからすでに5ヶ月が経過しており、兵士の数は大幅に減っていた。ハンニバルが率いてきた兵士の多くはリュビアやイベリアの出身で、アルプスの高度や寒さにはなれていなかった。ポリュビオスによると、ハンニバルは作戦の終了は近く、すぐにポー平原に入れると宣言した（実際にはプチ・サン・ベルナール峠からポー平原は見えなかったが）。また、そこのガリア人の協力を得られるとのマギラスとの約束を思い出させた。続いてローマの方向を指して、軍の士気を高めた。この休息の後、イタリアに向かってアルプスを下った。

## イタリアへ
アルプスの南側に降った雪は、昼の間に溶け、夜になると凍る。加えて、イタリア側の斜面の傾斜は急であったため、多くの兵が足を滑らして滑落死した。
下り始めてしばらくすると、地滑りで道路が300ヤードほど壊れている箇所にぶつかった。ハンニバルはこれを迂回しようとして、雪が多く積もった場所を進んだ。まだ高度は高く、万年雪が積もっていた。いくらかは前進することができたが、多くの荷役動物を失い、結局この迂回路を使うことは不可能であると判明した。結局もとの場所まで戻り、そこで野営した。
ハンニバルは道路の修復を命じた。この労力の必要な作業を、ハンニバル自身が監督し激励した。健康な兵士も病を得ている兵士も、共に働いた。翌日には騎兵や荷役動物が何とか通過可能までに道路が整備された。ハンニバルは森林限界（峠から2マイル）まですぐに下り、そこの牧草地に入るよう命じた。
しかしながら、戦象部隊は未だに進むことができなかった。ハンニバルのヌミディア騎兵は引き続き作業を行い、3日後にようやく戦象が通れるまでに道路を修復した
。ハンニバルは戦象が通過するのを見届けて、森林限界の下にいる残りの軍のもとに急いだ。そこから「ポー平原近くの平地（ポリュビオスによる）」まで3日間かかった。現在のイヴレーア近くで、ハンニバルは野営を行うよう命じた。

## その後
アルプスを越えたハンニバルは、その年の11月にイタリア半島北部のティキヌス川(現ティチーノ川)付近でプブリウス・コルネリウス・スキピオ率いるローマ軍と交戦し、これに勝利した（ティキヌスの戦い）。続いて12月18日、プラケンティア(現在のピアチェンツァ）近郊でティベリウス・センプロニウス・ロングスに勝利した（トレビアの戦い）。予想外の大敗を喫したローマ軍はプラケンティアまで後退した。2人の執政官は、カルタゴ軍の阻止は不可能と考え、北部イタリアを放棄し軍を後退させた。しかし、翌紀元前217年6月21日にトラシメヌス湖畔の戦いでガイウス・フラミニウスが再び大敗する（現在のトラジメーノ湖付近）。さらに紀元前216年のカンナエの戦いでは8万のローマ軍が壊滅し、その後はクィントゥス・ファビウス・マクシムスの主導する持久作戦を採用することになる。

## どこを越えたのか
本文ではポリュビウスに従ってプチ・サン・ベルナール峠説を採用しているが、ハンニバルがアルプスのどの峠を越えたかに関しては、古来より多くの説がある。北から
- グラン・サン・ベルナール峠
- プチ・サン・ベルナール峠
- モン・スニ峠
- クラピエ峠（en）
- モン・ジュネーヴル峠（en）
- トラヴェルセッテ峠

等が候補とされている。
2016年、北アイルランドのクイーンズ大学ベルファストの微生物学者、クリス・アレン氏は、トラヴェルセッテ峠付近で「炭素同位体分析の結果から紀元前2世紀頃の馬の大便に由来するとみられる堆積物の塊を発見した」と報告し、トラヴェルセッテ峠がアルプス越えの有力ルートであると発表した。但し、紀元前207年にはハスドルバル・バルカが率いるカルタゴ軍もアルプスを越えているため、こちらの痕跡である可能性もある。